# حروف عربية مشتقة

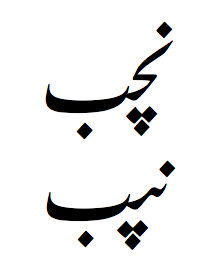
مثال على «حروف عربية مشتقة»

الحروف العربية المشتقة،  مُصطلح يُستخدم للدلالة على حروف عربية غير رسمية تُستخدم لغرض الإشارة إلى أصوات غريبة عن اللغة العربية. وُصفت «بالمشتقة» لأنها أُخذت من أحرف موجودة في لغات أجنبية تستخدم نظام الكتابة العربي، حيث أن هذه اللغات بدورها اشتقت هذه الحروف من الحروف العربية الأصلية لتُعبِّر بهذه الحروف المشتقة عن أصوات غير موجودة في الأبجدية العربية. مثال لذلك حرف «الپاء» الذي اشتقته اللغة الفارسية من حرف «الباء» مع زيادة نقطتين تحته [بحاجة لمصدر].

## حروف إضافية
- پ
- چ
- ژ
- ݭ
- ڞ
- ڤ
- گ

## خلاصة الفكرة
- حرف "پ" ويسمى حرف «الپاء» على وزن «الباء» لأنه الأقرب له شكلا ومضمونا. ويُنطق كما يُنطق حرف «p» في اللغة الإنگليزية.
- حرف "چ" ويسمى حرف «الچيم» على وزن «الجيم» لأنه الأقرب له شكلا ومضمونا. ويُنطق كما يُنطق لفظ «Cha» في اللغة الإنگليزية.
- حرف "ژ" ويُسمى حرف «الژاي» على وزن «الزاي» لأنه الأقرب له شكلا، أو «ز ذو ثلاث نقاط». ويُنطق كما يُنطق حرف «s» في كلمة "vision" في اللغة الإنگليزية.
- حرف "ݭ" ويسمى حرف «الݭين» على وزن «السين» لأنه الأقرب له شكلا ومضمونا. الذي ينطق بالشكل "Ch" يجب أن نبحث عن حرف مشابه له في الشكل وأقتُرح أن يكون «السين المشدد» أو «السين بنقطين» ويكون نطقه للعرب "Cheen" وكل هذا لتفادي الاختلاط والتخبط على القارئ العربي.
- حرف "ڞ" ويُسمى حرف «الڞاد» على وزن «الڞاد» لأنه الأقرب له شكلا ومضمونا، أو «الصاد ذو ثلاث نقاط» أو «الصاد المشمّة زايًا». ويُنطق كما يَنطق المصريون –وبعض اللهجات العربية الأخرى– حرض الضاد في كلمة "بالضبط"، "هو ده اللي بتكلم عنه بالضبط".
- حرف "ڤ" ويسمى حرف «الڤاء» على وزن «الفاء» لأنه الأقرب له شكلا ومضمونا. ويُنطق كما يُنطق حرف «v» في اللغة الإنگليزية.
- حرف " گ" ويسمى حرف «الگاف» على وزن «الكاف» لأنه الأقرب له شكلا ومضمونا، أو «الكاف ذو فتحة طويلة»، أو «الجيم غير المعطّشة».[1][2][3] ويُنطق كما يُنطق حرف «g» في اللغة الإنگليزية.

## طباعة الأحرف على لوحة مفاتيح الحاسوب
- لكتابة حرف (چ) فعلينا أن نضغظ على الزر Alt ونستمر بالضغط عليه ومع الاستمرار بالضغط نكتب من لوحة الأرقام 0141 (يجب أن تبدأ صفر واحد أربعة واحد) تكتب الأرقام، ترفع يدك عن الزر، وبعد أن ترفع يدك سيظهر لك الحرف (چ) دون الأرقام.
- لكتابة الحرف (گ) فعليك أن تضغط على الزر Alt ومع الاستمرار بالضغط تكتب من لوحة الأرقام 0144 (يجب أن تبدأ صفر واحد أربعة أربعة)، وبعد أن ترفع يدك عن الزر Alt سيظهر لك الحرف (گ) دون أرقام.
- لكتابة الحرف (پ) فعليك أن تستمر بالضغط على الزر Alt وتكتب 0129 (يجب أن تبدأ صفر واحد اثنان تسعة) ثم ترفع الضغط عن الزر Alt فيكون عندك الحرف (پ).
- لكتابة الحرف (ڤ) فعليك أن تستمر بالضغط على الزر Alt وتكتب 1704 (يجب أن تبدأ واحد سبعة صفر أربعة) ثم ترفع الضغط عن الزر Alt فيكون عندك الحرف (ڤ).

## وصلات خارجية
- كتابة عربية موسعة نسخة محفوظة 17 أكتوبر 2018 على موقع واي باك مشين.
- كتابة معظم الحروف المشتقة